# Calanque de la Mounine

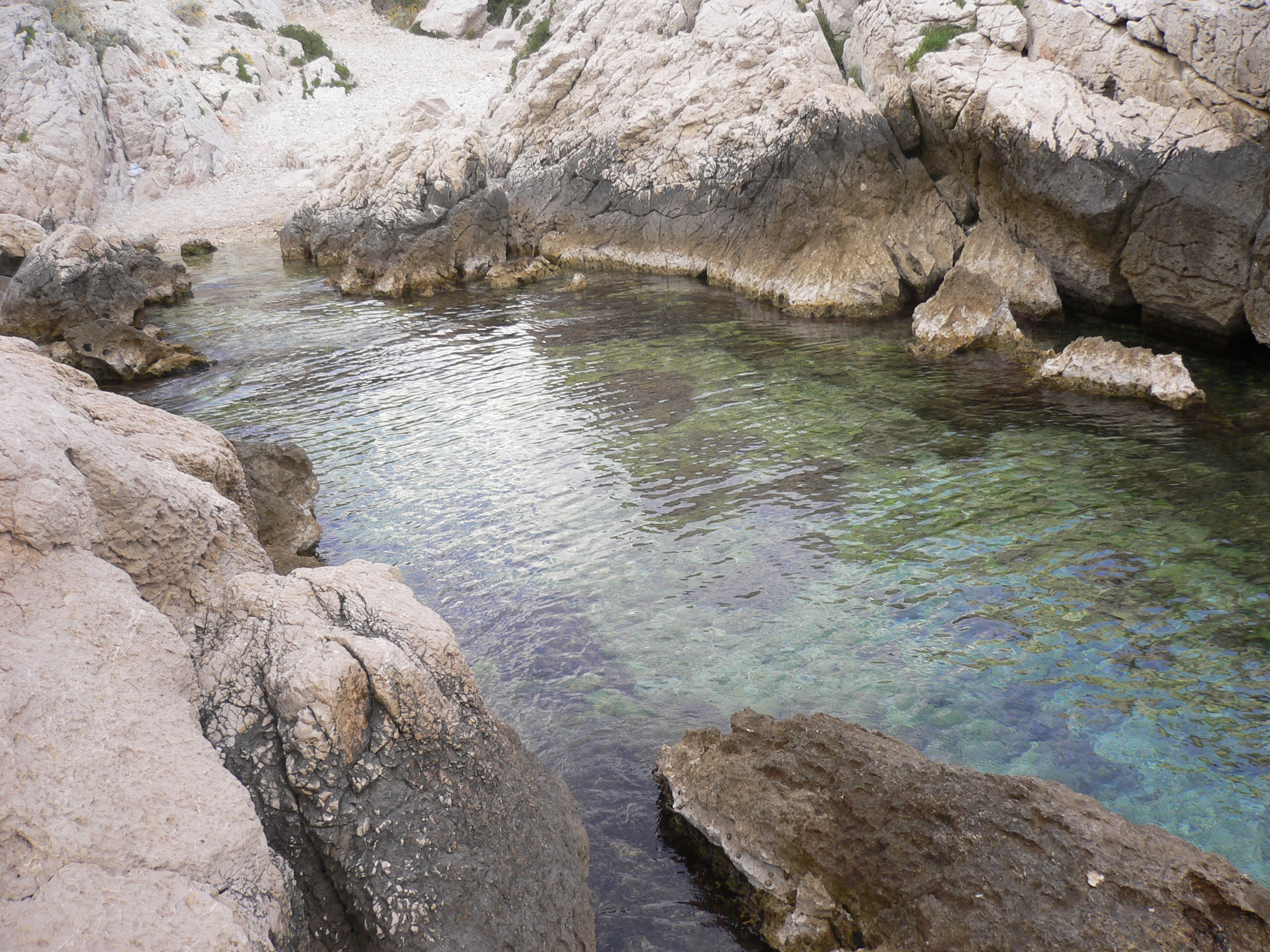
La calanque de la Mounine avec sa petite plage de galets.

La calanque de la Mounine est la deuxième calanque du massif de Marseilleveyre, entre Marseille et Cassis.

## Description et localisation
La calanque est étroite et termine le vallon de la Mounine, entre la calanque de Callelongue et la calanque de Marseilleveyre. Elle est située en aval du col du Sémaphore et contient dans son environnement le Rocher ou Ilot de la Mounine.

## Patrimoine
La calanque héberge une faune et une flore variées ; la biodiversité y est préservée. On y retrouve oursins, rascasses, étoiles de mer, sars. La calanque est parfois surnommée la « Nils Creek » par les pêcheurs sous-mariniers qui apprécient la beauté de ses fonds.

## Activités
Le sentier de grande randonnée GR 51-98B permet de rejoindre la calanque depuis Callelongue.